# オールド・ブラウン・シュー
「オールド・ブラウン・シュー」（Old Brown Shoe）は、ビートルズの楽曲である。1969年5月にシングル盤『ジョンとヨーコのバラード』のB面曲として発売された。作詞作曲はジョージ・ハリスンが手がけた。オリジナル・アルバムには未収録となっており、『ザ・ビートルズ1967年〜1970年』や『パスト・マスターズ Vol.2』などのコンピレーション・アルバムに収録された。
「オールド・ブラウン・シュー」は、リズムにおいて部分的にスカの要素が取り込まれた楽曲で、歌詞では「物事の二面性」について歌われている。1969年1月のゲット・バック・セッションで採り上げられ、2月に「サムシング」や「オール・シングス・マスト・パス」とともにデモ音源が録音されたのち、同年4月に正式な録音が行われた。

## 背景・曲の構成
1968年9月にジョージ・ハリスンはピアノを弾きながら「オールド・ブラウン・シュー」を書き始めた。リズムにおいて部分的にスカの影響が見られ、歌詞は「物事の二面性」を表す一連の反対語を軸にして展開しており、1967年に発売されたポール・マッカートニー作の「ハロー・グッドバイ」に通ずる内容となっている。楽曲について、ハリスンは著書の『I・ME・MINE』にて「僕は（実際には弾けない）ピアノでコード進行に手を着けた。そして様々な反対語を並べて、歌詞のアイデアを書き始めた」と書いている。
録音当日にハリスンは、アップル・コアで「ジョージ・ハリスンとは何者なのか?」と問われ、それに対し「現実的な意味でも、精神的な意味でも、神秘的な意味でも、僕は人生だ。僕は人生であり、人生は上だったり下だったり、内だったり外だったり、左だったり右だったりする。北極のようなもので、南極がないと存在し得ない。片方だけでは存在できないんだ」と語っている。
本作は4分の4拍子で、基本的にCメジャーで演奏されているが、途中でCメジャーの平行調であるAマイナーも混ざっている。4小節のイントロのあとに、2つのヴァースに移行し、ブリッジ、インストゥルメンタルのヴァースと続き、2番目のブリッジ、最後のヴァース、そしてアウトロという構成になっている。本作について、音楽ジャーナリストのグラハム・リードは「ハリスンのソングライターとしての自信の高まりを反映している」と評している。

## 録音

### アップル・スタジオでのリハーサル 〜 デモ音源の録音
1969年1月27日にアップル・スタジオで行なわれたゲット・バック・セッションより、「オールド・ブラウン・シュー」のリハーサルが3日間にわたって行なわれた。この時点で歌詞は完成しており、リンゴ・スターはオフビートのドラム・パートを提案した。なお、このときハリスンはピアノを担当していた。28日のセッションでは、サポートキーボーディストとして参加していたビリー・プレストンにより、ハモンドオルガンのフィルが加えられた。ゲット・バック・セッションにおいて、本作はかなりの時間をかけて取り組まれたが、制作中のアルバム『Get Back』には収録しないことが決定された。
ハリスンの26歳の誕生日であった1969年2月25日にピアノとボーカル、オーバー・ダビングされた2つのエレクトリック・ギターのパートを主体としたデモ音源が録音された。同日のセッションでは「サムシング」や「オール・シングス・マスト・パス」のデモ音源も録音されていて、いずれの音源も1996年に発売された『ザ・ビートルズ・アンソロジー3』に収録された。

### 正式な録音
レノンとポール・マッカートニーが「ジョンとヨーコのバラード」を完成させた2日後の4月16日、EMIレコーディング・スタジオのスタジオ3で、「オールド・ブラウン・シュー」の正式な録音が開始され、18日に完成した。「ジョンとヨーコのバラード」と同様に、リンゴ・スターは映画『マジック・クリスチャン』の撮影で録音を欠席したため、本作でもマッカートニーがドラムを演奏することとなった。
バッキング・トラックの内訳は、8トラック・レコーダーのトラック1にドラム、トラック2にハリスンの最初のボーカル、トラック3にハリスンのギター、トラック4にレノンのピアノとなっている。オーバー・ダビング用にテイク4が選ばれ、トラック6にベースとギターが追加され、トラック2にハリスンが新しくリード・ボーカルを録音し、レノンとマッカートニーがバッキング・ボーカルをオーバー・ダビングした。なお、ボーカルのトラックはすべて、エンジニアのジェフ・ジャラットによって歪みがかけられている。4回にわたって、ステレオ・ミックスが試作されたのち、メンバーは「サムシング」の作業に移り、ジョージ・マーティンがメンバーと共にピアノを弾いた。
4月18日にグリン・ジョンズのプロデュースのもと、ハリスンがトラック8にオルガン、トラック7にレスリースピーカーに通したギターソロを録音した。同日に19本のステレオ・ミックスが試作され、完成した10本の中から最後のミックスがマスターに採用された。

## リリース
「オールド・ブラウン・シュー」は、イギリスで1969年5月30日、アメリカで1969年6月4日に発売されたシングル『ジョンとヨーコのバラード』のB面曲として発売された。イギリスやアメリカで発売されたシングルで、ハリスンの作品が収録されたのは、1968年に発売されたシングル『レディ・マドンナ』のB面曲「ジ・インナー・ライト」に次いで2曲目で、それ以外の国ではシングル『オブ・ラ・ディ、オブ・ラ・ダ』のB面曲「ホワイル・マイ・ギター・ジェントリー・ウィープス」以来となった。
アメリカでは、A面曲の「ジョンとヨーコのバラード」の一部歌詞がイエス・キリストの冒涜しているとして一部のラジオ局で放送禁止となったため、「オールド・ブラウン・シュー」がアメリカの音楽チャートに到達することはなかった。一方、オーストラリアのGo-Set National Top 40には、「ジョンとヨーコのバラード」との両A面扱いでチャートに登場した。オリジナル・アルバムには収録されなかったが、アメリカで1970年2月に発売されたキャピトル編集盤『ヘイ・ジュード』、イギリスでは1973年に発売されたコンピレーション・アルバム『ザ・ビートルズ1967年〜1970年』に収録された。1988年に発売された『パスト・マスターズ Vol.2』にも収録された。

## 公演での披露およびカバー・バージョン

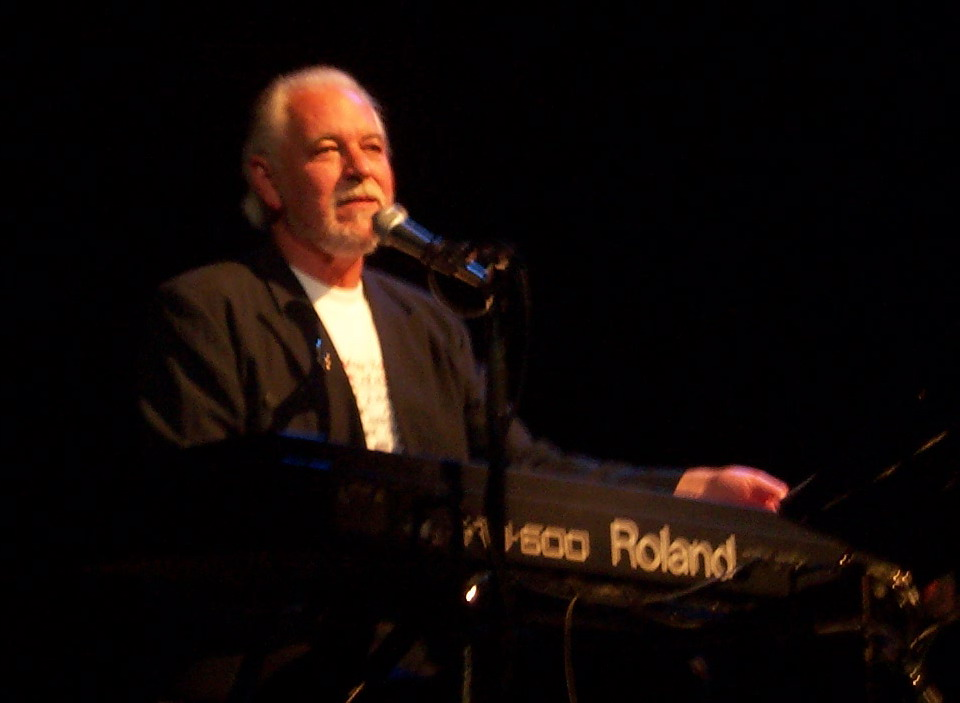
2002年のコンサート・フォー・ジョージで本作を演奏するゲイリー・ブルッカー

ハリスンは、エリック・クラプトンと行った1991年の日本公演で本作を演奏した。アレンジはビートルズ時代にほぼ忠実なものとなっている。この時の音源が翌年に発売されたライブ・アルバム『ライヴ・イン・ジャパン』に収録された。1992年4月6日にロイヤル・アルバート・ホールで開催された自然法党の慈善興行でも演奏された。
ハリスンの死後、2002年11月にロイヤル・アルバート・ホールで開催された追悼公演『コンサート・フォー・ジョージ』では、ゲイリー・ブルッカーが本作をカバー演奏した。演奏ではエリック・クラプトンとビリー・プレストンも参加した。
レスリー・ウェストは、2003年に発売されたアルバム『Songs from the Material World: A Tribute to George Harrison』で本作をカバーした。2014年に開催されたトリビュート・コンサート『George Fest』では、コナン・オブライエンが本作をカバー演奏した。

## クレジット
以下、特記のない限りマーク・ルイソン、イアン・マクドナルド、ジョン・ウィンの著書に掲載されたクレジットである。
- ジョージ・ハリスン - ボーカル、エレクトリック・ギター、ハモンドオルガン、ベース[45][46]
- ジョン・レノン - バッキング・ボーカル
- ポール・マッカートニー - バッキング・ボーカル、タック・ピアノ
- リンゴ・スター - ドラム

しかし、2019年に発売された『アビイ・ロード (スーパー・デラックス・エディション)』に付属のブックレットに掲載されたクレジットは以下のようになっており、スターは映画『マジック・クリスチャン』の撮影で不参加とされている。
- ジョージ・ハリスン - リードギター、ギター、オルガン
- ジョン・レノン - ピアノ、バッキング・ボーカル
- ポール・マッカートニー - ドラム、ベース、バッキング・ボーカル